# Лазар Сочица
Лазар Сочица (1838 — 1910) био је  црногорски војвода из племена Пиве. Истакао се у Херцеговачком устанку (Невесињска пушка)  и црногорско-турском рату.

## Биографија
Рођен је у српској породици у Плужинама 1838. (или 1840?) године, од оца Риста Сочице и мајке Јоване Јокси Сочице, сестре угледног дробњачког првака Живка Пекића. Брат Ристов, стриц Лазарев, Хаџи Теодосије Сочица био је игуман манастира Пиве. Лазаров отац Ристо, погинуо је 1848, а мајка му се потом преудала за војводу Шћепана Љешевића. Игуман Теодосије потом је Лазара узео као сироче и примио у манастир, у намјери да га научи писмености. Кад је научио да пише, Лазар је био једно вријеме у пратњи турског бега Дедаге Ченгића.
Са 14 година латио се оружја и учествовао у свим главним бојевима против Турака, почев од 1856. године. За вријеме борби 1858 — 1862. године Лазар је заједно са Вулом Аџићем био у Дробњаку, код ујака Живка Пекића који га је водио на Цетиње, и упознао са књазом Данилом. Отворио је Лазар прве дућане у Пиви, робу је набављао од приморских и гатачких трговаца а организовао је и извоз стоке. Убрзо је постао најбогатији човек Пиве, што му је омогућило да буде независан у свом дјеловању, чак и од краља Николе. Био је јузбаша у Пиви и један од истакнутијих првака херцеговачког устанка 1875. године. По великом јунаштву се памти његово учешће у борбама на првој и другој Миритовици, Крстцу и Никшићу. У устанку се војвода показао као добар тактичар. Краљ Никола му је дао надимак Муњица, због окретности и брзине.
Када је по одлуци Берлинског конгреса 1878. године, област Пива припала Црној Гори, Лазар Сочица је „био и остао први господар Пиве”. Када је кнез Никола дао Устав Црној Гори, Лазар је заједно са црногорском интелигенцијом подржавао демократизацију Црне Горе. Због слободољубивости и правичности био је сумњичен и гоњен, па је чак на цетињском Преком суду био и осуђен на тамницу.
Оженио је Јовану Јокси Тасовац, кћи Марка Тасовца, херцеговачког првака из Требиња. Имали су 17 дјеце, али је већина поумирала за вријеме ратова. Син Ристо био је бан Зетске бановине за вријеме Краљевине Југославије. Кћи Јока била је удата за барјактара Перка Вукотића.
На 180. страни књиге "Црна Гора у миру" 1884, Чеха Јозефа Холечека, описује се долазак Лазара Сочице на Цетиње на испитивање, на наговор аустријског заступника на Цетињу, због подржавања херцеговачких устаника. Лазар је рекао, након испитивања, у Локанди "Убоги народе, што ће од тебе бити?". Говорио је још како Аустрија има да на много тога захвали Црној Гори, алудирајући на то да је Црна Гора примила од Аустрије новац за издају Херцеговаца, што се преко корумпираног Маше Врбице и десило.
Војвода Лазар Сочица је за време тамновања оболео. Умро је 1910.године у Горанском, у Пиви и сахрањен поред цркве Св.Јована у Плужинама.